# Cyano chloride
Cyano chloride là một khí có công thức hóa học là ClCN và chỉ hòa tan ít trong nước, nhưng có độc tính cao ngay cả ở nồng độ thấp.